# استیلفورک (آلاباما)
استیلفورک (به انگلیسی: Estillfork) یک منطقهٔ مسکونی در ایالات متحده آمریکا است که در شهرستان جکسون، آلاباما واقع شده‌است. استیلفورک ۲۱۴٫۸۹ متر بالاتر از سطح دریا واقع شده‌است.